# Коза Денис Євгенович
Дени́с Євге́нович Коза (22 листопада 1993 — 17 серпня 2014) — лейтенант Збройних сил України, учасник російсько-української війни.

## Життєпис
Народився 22 листопада 1993 року в селі Чорнобаївка. У 2008 році закінчив 9 класів санаторної загальноосвітньої школи-інтерната в рідному селі, а у 2010 році — Запорізький обласний ліцей-інтернат «Захисник» з посиленою військово-фізичною підготовкою .
З 2010 року у Збройних силах України. У 2014 році закінчив Академію сухопутних військ імені гетьмана Петра Сагайдачного (місто Львів) за спеціальністю «Управління діями підрозділів артилерії».
З 2014 року служив у 25-й окремій повітрянодесантній бригаді Високомобільних десантних військ Збройних сил України.
З літа 2014 року брав участь в антитерористичній операції на сході України. Командир взводу 25-ї окремої повітрянодесантної бригади.
Загинув 17 серпня 2014 року при обстрілі з БМ-21 «Град» у часі проведення пошуково-ударних дій. Тоді ж полягли капітани Ричков Вадим Володимирович і Шевчук Сергій Мирославович; лейтенант Гаврюшин Денис Юрійович; старші сержанти Ятченко Сергій Олександрович, Король Віталій Сергійович; молодші сержанти Маковей Сергій Олександрович і Федчук Сергій Володимирович; старший солдат Вакулич Володимир Володимирович та солдати Єманов Олексій Петрович й Приходько Дмитро Вікторович.
22 серпня 2014 року похований в Чорнобаївці.

## Нагороди та вшанування
- 14 листопада 2014 року за особисту мужність і героїзм, виявлені у захисті державного суверенітету та територіальної цілісності України, вірність військовій присязі під час російсько-української війни, відзначений — нагороджений орденом Богдана Хмельницького III ступеня (посмертно).
- 4 лютого 2015 року в селі Чорнобаївка на фасаді будівлі школи, де навчався Денис Коза, йому відкрито меморіальну дошку.
- Його портрет розміщений на меморіалі «Стіна пам'яті полеглих за Україну» у Києві: секція 2, ряд 10, місце 32.
- Вшановується 17 серпня на щоденному ранковому церемоніалі вшанування українських захисників, які загинули цього дня у різні роки внаслідок російської збройної агресії[4]
- 22 листопада 2021 року у військовому ліцеї «Захисник» міста Запоріжжя встановили меморіальну дошку на честь Дениса Кози.